# صورت منطقی

این استدلال منطقی با به کار بردن قیاس استئنائی از سه جمله درصورت منطقی بیان شده به زبان انگلیسی ساده استفاده می کند.

صورت منطقی (به انگلیسی: Logical form) در ریاضیات و فلسفه، یک عبارت نحوی، یک نسخه معنایی دقیقاً مشخص از آن عبارت در یک سیستم صوری است. به طور غیررسمی، صورت منطقی تلاش می‌کند تا یک بیان احتمالاً مبهم را به یک بیان دارای یک تفسیر منطقی دقیق و بدون ابهام با توجه به یک سیستم صوری صورت‌بندی کند. در یک زبان صوری ایده‌آل، معنی یک صورت منطقی را می‌توان به طور واضح از صرف و نحو تعیین کرد. صورت‌های منطقی سازه‌های معنایی هستند و نه نحوی. بنابراین، ممکن است بیش از یک رشته وجود داشته باشد که نمایانگر صورت منطقی یکسان در یک زبان معین باشد.
صورت منطقی یک برهان، صورت برهان یا صورت آزمون برهان نامیده می‌شود.